# Eugeniusz Doleżal
Eugeniusz Doleżal – polski „Sprawiedliwy wśród Narodów Świata”.

## Życiorys
W 1935 roku Doleżal Eugeniusz, zecer z Warszawy, poznał Falka Harry'ego - Żyda, którego brat Falk Artur był właścicielem fabryki zwanej "Zwojem" (fabryka produkująca metalowe części zamienne do pociągów). Po wybuchu II wojny światowej znalazła się ona na terenie utworzonego przez Niemców getta. Niemcy pozwolili jej dalej działać, a polskim pracownikom zapewnili przepustki wjazdowe do getta. Po tym, jak Falk załatwił swojemu przyjacielowi Doleżalowi pracę jako ślusarz w fabryce, Doleżal wykorzystywał swoje stanowisko do przemycania do getta żywności i innych towarów dla Żydów - rodziny Falka. Na początku 1943 r. Doleżal zaczął planować ucieczkę Herry'ego z getta. Po załatwieniu dla niego fałszywego dokumentu tożsamości na nazwisko Falkowski Henryk, Doleżal przemycił Falka z getta i udzielił mu tymczasowego schronienia w swoim domu. Gdy wzrosło niebezpieczeństwo wykrycia, Falk za radą Doleżala zgłosił się jako Polak do pracy w Niemczech, gdzie pozostał do czasu wyzwolenia go przez armię amerykańską. Ponadto Doleżal kontynuował przemyt żywności do getta dla innych Żydów oraz zdobywał fałszywe dokumenty dla Fellera (później znanego pod sfałszowanym nazwiskiem – Siekierski) Mieczysława (inżyniera, który był właścicielem fabryki skóry przy ul. Żelaznej 58 w Warszawie), co umożliwiło mu ucieczkę z getta w czasie powstania w getcie warszawskim w kwietniu 1943 r.
22 października 1981 r. Instytut Jad Waszem uhonorował Eugeniusza Doleżala medalem „Sprawiedliwy wśród Narodów Świata”.